# Анкудиновка (Ульяновська область)
Анкудиновка (рос. Анкудиновка) — присілок в Майнському районі Ульяновської області Російської Федерації.
Населення становить 128 осіб. Входить до складу муніципального утворення Ігнатовське міське поселення.

## Історія
Від 2004 року входить до складу муніципального утворення Ігнатовське міське поселення.

## Населення
| 2010 |
| ---- |
| 128  |